# Tansa
Tansa é uma comuna romena localizada no distrito de Iaşi, na região de Moldávia. A comuna possui uma área de 35.60 km² e sua população era de 2916 habitantes segundo o censo de 2007.